# Live (album Rejestracji)
Live – zapis koncertu z 15 stycznia 2000 roku, jaki zespół dał w toruńskim klubie "Od Nowa" u boku brytyjskiej grupy UK Subs. Płyta stanowi pewnego rodzaju Greatest Hits Rejestracji, zawiera bowiem ich najbardziej znane utwory.

## Lista utworów
1. Intro
2. Ciemność
3. Kontrola
4. Radio
5. Armia
6. Patrzycie tam
7. Święta wojna
8. Fikcyjne rządy
9. Wysypisko śmieci
10. Dziecko
11. Wariat
12. Zaśpiewajmy poległym żołnierzom
13. Nowa generacja

## Skład
- Grzegorz "Gelo" Sakerski – śpiew
- Tomasz "Murek" Murawski – gitara
- Piotr "Warszes" Warszewski – bas
- Tomasz "Siata" Siatka – perkusja

gościnnie:
- Andrzej "Kobra" Kraiński (Kobranocka) – gitara